# MW (manga)
MW (jap. ムウ Muu) – manga autorstwa Osamu Tezuki, publikowana na łamach magazynu „Big Comic” wydawnictwa Shōgakukan od 10 września 1976 do 25 stycznia 1978. Polski przekład ukazał się nakładem wydawnictwa Waneko.
Na bazie mangi powstał film live action w reżyserii Hitoshiego Iwamoto, którego premiera odbyła się w lipcu 2009.

## Fabuła
Bankier Michio Yuki prowadzi podwójne życie. Oprócz pracy w banku, dopuszcza się serii porwań, w których zazwyczaj zabija zarówno porwaną osobę, jak i szantażowaną ofiarę – po tym, jak otrzyma okup. Po dokonaniu zbrodni szuka schronienia u księdza, ojca Garaia. Mężczyźni dzielą wspólną przeszłość – 15 lat wcześniej byli jedynymi ocalałymi z wycieku trującego gazu w bazie wojskowej na małej wyspie Pacyfiku w pobliżu Okinawy, znanej jako wyspa Okino Mafune. Łączy ich również relacja homoseksualna; po pierwszej wspólnej nocy, młody Garai zgwałcił wówczas niepełnoletniego Michio. Jednak Michio również nie wyszedł z tego bez szwanku, ponieważ wdechnął dawkę trującego gazu MW, który doprowadził go do szaleństwa, jednak całe wydarzenie zostało starannie zatuszowane, wyspę ponownie zaludniono, baza wojskowa została rozwiązana, a gaz MW przeniesiono do innej placówki.
Garai, czując się częściowo odpowiedzialny za zbrodnie Michio oraz związany przysięgą kapłańską, decyduje się nie wydawać Michio policji, lecz pomaga mu w ucieczce.
Po tym, jak Michio torturuje swojego szefa, mordując jego córkę i rabując bank, w którym pracuje, zaczyna podszywać się pod jego córkę. Jednocześnie organizując fundusze dla partii politycznej szefa, Michio zyskuje wpływy polityczne i dostęp do Eikaku Nakaty, polityka, którego kampanią reelekcyjną miał zarządzać jego szef. Po przejęciu tej funkcji, Michio zabija swojego szefa w noc reelekcji Nakaty. Okazuje się, że jego szef był w przeszłości urzędnikiem ratusza na wyspie Okino Mafune, który podczas incydentu z gazem MW przebywał na stałym lądzie, natomiast Nakata był członkiem zgromadzenia, który zorganizował zatuszowanie całej sprawy.
W kolejnym kroku Michio, z pomocą lewicowej grupy ekstremistycznej i Garaia, porywa Taizo Yubashito – prezesa firmy budowlanej, która odpowiadała za odbudowę wyspy Okino Mafune oraz relokację gazu MW, który został podzielony na dwie części. Jedna połowa MW została przetransportowana do innej bazy wojskowej, natomiast druga została ukryta w innym miejscu na wyspie. Michio i Garai zabierają Yubashito na wyspę Okino Mafune, a po brutalnych torturach zadanych przez Michio, Yubashito wyjawia im, że MW znajduje się w masowym grobowcu. Po dotarciu na miejsce zostają zaatakowani przez wojskowy helikopter. Yubashito ginie w ataku. Garai wchodzi do grobowca, by odkryć, że pojemniki są puste.
W drodze powrotnej na stały ląd Michio wyznaje Garaiowi, że jego celem nie jest zemsta, lecz masowa produkcja gazu MW i eksterminacja ludzkości. Do takiej decyzji doprowadziły go długofalowe skutki zatrucia gazem, które coraz bardziej wyniszczają jego ciało. Garai jest przerażony tym planem i postanawia powstrzymać Michio. Kontaktuje się z dziennikarzem, który następnie publikuje artykuł o incydencie na wyspie Okino Mafune. Artykuł wywołuje publiczne oburzenie. W toku śledztwa dziennikarz odkrywa również, że pozostała część MW została przetransportowana do bazy wojskowej w pobliżu Tokio.
Tymczasem Michio, podczas miesiąca miodowego z córką pana Nakaty, organizuje ucieczkę włamywacza sejfów z więzienia. Po powrocie, a następnie po zamordowaniu swojej żony i zbezczeszczeniu jej ciała, Michio wkracza do tokijskiej bazy wojskowej wraz z włamywaczem – dzięki pomocy niczego niepodejrzewającego generała porucznika Mincha i jego żony, z którymi Michio również utrzymuje relacje seksualne. Michio i włamywacz torturują Mincha, by wymusić ujawnienie lokalizacji MW, po czym udają się do skarbca. Garai, który również przedostał się do bazy, podąża ich tropem. Trzecia strona – w skład której wchodzi prokurator Meguro, prowadzący śledztwo od czasu serii porwań – również próbuje schwytać Michio. W końcu wojsko orientuje się, że generał Minch zaginął, i stawia bazę w stan gotowości.
Po wejściu do skarbca Michio napełnia torbę gazem MW. Dzięki serii sprytnych manewrów oraz groźbom uwolnienia gazu z torby, udaje mu się dotrzeć do prywatnego odrzutowca Mincha. Wsiada na pokład samolotu razem z Garaiem, Minchem i dwójką dzieci innego oficera wojskowego. Podczas kolejnego zbliżenia z Garaiem, Michio przekazuje dzieciom torbę z MW, instruując je, by nie otwierały jej, chyba że ktoś inny niż on sam spróbuje ją im odebrać.
Jednak cała grupa musi zatrzymać się na lotnisku w Tokio, by przesiąść się do innego samolotu. Prokurator Meguro wykorzystuje tę okazję i umieszcza na pokładzie oryginalnego samolotu brata Michio, który jest do niego uderzająco podobny, a następnie ponownie wciąga Michio i resztę z powrotem na pokład, gdzie Michio zmusza Mincha do ponownego startu. Brat Michio, korzystając z nieuwagi dzieci, podmienia torbę – w miejsce tej zawierającej MW zostaje podstawiona identyczna torba wypełniona powietrzem. Michio odkrywa podmianę i wywiązuje się bójka. Michio chwyta jedną z toreb i otwiera zawór, lecz okazuje się, że to ta wypełniona powietrzem. Garai chwyta właściwą torbę z MW i wyskakuje z samolotu do oceanu, tonąc. Minch strzela do Michio.
Samolot wraca do Tokio, gdzie sprawa zostaje poruszona na forum japońskiego parlamentu. Pan Nakata jednak nie bierze udziału w tej dyskusji – doznał zmiękczenia mózgu po tym, jak dowiedział się o śmierci swojej córki oraz o oszpeceniu i poćwiartowaniu jej ciała. Książka kończy się ujęciem uśmiechającego się brata Michio, co rodzi pytanie – czy to naprawdę brat Michio, czy może jednak sam Michio?

## Film live action
W czerwcu 2008 zapowiedziano powstanie filmu live action na bazie mangi. Za reżyserię odpowiadał Hitoshi Iwamoto, scenariusz napisali Tetsuya Ōishi i Shinzō Matsuhashi, a muzykę skomponował Yoshihiro Ike. Premiera w Japonii odbyła się 4 lipca 2009.

### Obsada
Źródło.
- Hiroshi Tamaki jako Michio Yūki
- Takayuki Yamada jako Yūtarō Garai
- Yusuke Yamamoto jako Satoshi Mizohata
- Rio Yamashita jako dziewczyna w kościele
- Shingo Tsurumi jako Matsuo
- Ryō Ishibashi jako Kazuyuki Sawaki
- Yuriko Ishida jako Kyōko Makino